# 比亞松
22°05′28″S 65°35′46″W / 22.091°S 65.596°W

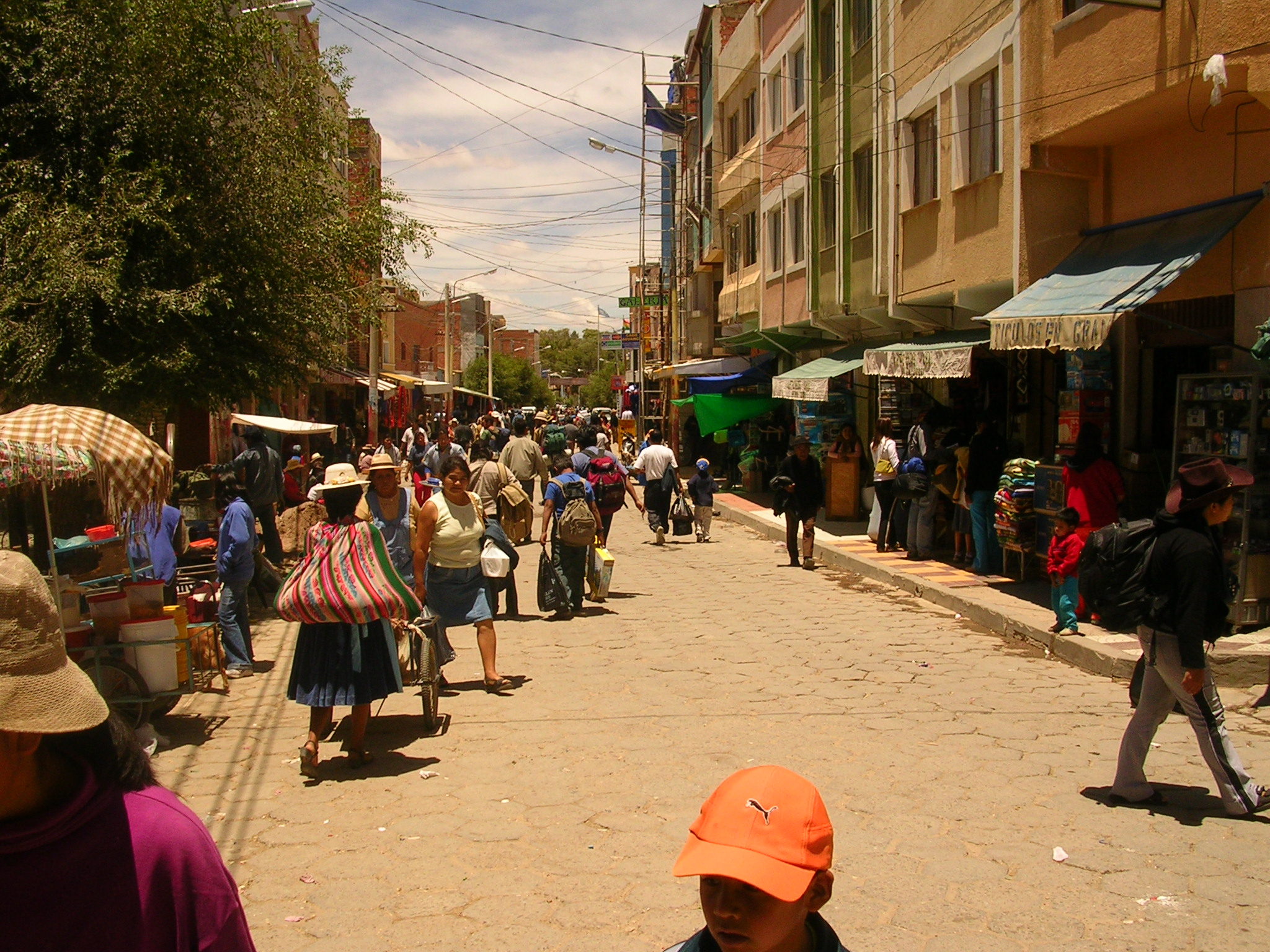

比亞松（西班牙語：Villazón）是玻利維亞的城鎮，由波托西省負責管轄，位於該國南部，距離首府波托西347公里，毗鄰與阿根廷接壤邊境，始建於1910年5月20日，面積2,558平方公里，以玻利维亚总统埃利奥多罗·比利亚松的名字命名。海拔高度3,447米，2005年有人口28,045。